# 雷世银
雷世银（圣名：保禄，1963年10月13日—）是中國天主教愛國會通過自選自聖委任的樂山教區主教。

## 生平
雷世銀出生於1963年10月13日，中國四川峨眉山的教友家庭。1988年，畢業於四川天主教神哲學院。

### 晉鐸
1991年11月，由四川敘府教區主教陳適中晉鐸。1997年，出任四川省天主教愛主會副主席兼秘書長。1998年至2013年間擔任第九至十一屆全國政協委員。於2002年起，升任為四川省天主教愛國會主席。2005年又當選為中國天主教愛國會副主席。

### 非法晉牧和赦免
2011年，雷世銀在未有獲得時任教宗本篤十六世的認可，被中國天主教愛國會自選自聖晉牧。同年6月29日，由時任愛國會主席及沂州教區主教房興耀主禮祝聖晉牧，並自稱成為四川樂山教區第五任正權主教。7月4日，教廷發表聲明指基於證據確鑿且極其嚴重的理由，不接受雷世銀擔任主教候選人，並對其絕罰。
雷世銀亦擔任中國宗教界和平委員會委員、四川省天主教神哲學院董事長。
一些传言指雷世银有情人和私生子。
2016年12月20日，教廷發表聲明指出，對於受到絕罰的雷世銀出席了中梵認可的唐遠閣及雷家培之晉牧儀式表示不滿。
2018年1月，雷世銀當選第十三屆全國政協委員。
2018年9月22日，中梵簽署臨時協議，他在协议下获得赦免。